# KSKY-AM
KSKY ist ein konservatives Talkradio aus Balch Springs, Texas. Die Station sendet mit 20 kW auf MW 660 kHz.
Der Sender überträgt alle bekannten konservativen Talkshows. KSKY gehört der Salem Media Group.
KSKY wurde am 28. September 1941 von der Chilton Radio Corp. ins Leben gerufen und sendete zunächst ein Entertainment Format. 1963 wurde der Sender verkauft und sendete bis 2004 ein christlich-religiöses Programm. Als Salem den Sender kaufte, wurde er in die Conservativ Talk Schiene des Unternehmens eingegliedert.